# Limnoctites rectirostris
A Limnoctites rectirostris a madarak (Aves) osztályának verébalakúak (Passeriformes) rendjébe és a fazekasmadár-félék (Furnariidae) családjába tartozó Limnoctites nem egyetlen faja.

## Rendszerezés
Besorolása vitatott, egyes rendszerezők a Limnornis nembe sorolják Limnornis rectirostris néven.
A családon belül a legközelebbi rokonai a Cranioleuca nembe tartoznak.

## Előfordulása
Argentína északkeleti, Brazília délkeleti részén és Uruguay területén honos. A természetes élőhelye szubtrópusi és trópusi síkvidéki nedves cserjések, édesvízi mocsarak.

## Megjelenése
Testhossza 16 centiméter. Háti része barna, hasi része fehér, világos szemöldők sávot visel. Csőre hosszú és egyenes, ebben különbözik régebben legközelebbi rokonának tartott Limnornis curvirostristól, mely kinézetileg nagyon hasonlít hozzá, de annak a fajnak a csőre görbe.

## Külső hivatkozások
- Képek az interneten a fajról
- Internet Bird Collection - videók a fajról
- Xeno-canto.org - a faj hangja és elterjedési területe